# Аніко Ковачич
Аніко Кір'єніч-Ковачич (угор. Kovacsics Anikó; нар.. 29 серпня 1991, м. Надьатад, Угорщина) — угорська гандболістка, центральна захисниця клубу «Ференцварош» та національної збірної Угорщини.

## Спортивна кар'єра

### Клубна
Аніко Ковачич почала займатися гандболом із 10-річного віку. Першим її тренером був Петер Новоградець. Кар'єру розпочинала у клубі «Берзенце» як баскетболістка, потім перейшла до «Чургої». До 2006 року грала в «Надьятад», з 2006 року виступає за «Дьйор ЦЕ». Грала у його третій та другій команді, вигравши у першому сезоні юнацький чемпіонат Угорщини та ставши кандидатом в олімпійську збірну. В середньому забивала по 8 голів за гру.
Аніко забила 15 голів проти SG BBM Bietigheim у сезоні 2018—2019 років жіночої Ліги чемпіонів EHF.

### У збірній
Аніко Ковачич дебютувала на міжнародному рівні 22 вересня 2009 року в грі проти Німеччини. На рівні збірних до 19 років Аніко стала срібним призером домашнього чемпіонату Європи 2009 року, в 2012 році у складі основної збірної стала бронзовим призером чемпіонату Європи у Сербії. Дебют в основній збірній відбувся 22 вересня 2009 року в матчі проти Данії. Загалом представляла Угорщину на п'яти чемпіонатах світу (2009, 2013, 2015, 2017, 2019), а також брала участь у п'яти чемпіонатах Європи (2010, 2012, 2014, 2018, 2020).

## Досягнення

### Клубні
- Чемпіонка Угорщини: 2008, 2009, 2010, 2011, 2012, 2013, 2014, 2016, 2021 роки;
- Переможниця Кубка Угорщини: 2008, 2009, 2010, 2011, 2012, 2013, 2014, 2015, 2016, 2017 роки;
- Переможниця Ліги чемпіонів ЄГФ:
  - Переможниця: 2013, 2014;
  - Фіналістка: 2009, 2012, 2016;
  - Півфіналістка: 2010, 2011.

### У збірній
- Срібний призер чемпіонату Європи U-19 : 2009
- Бронзовий призер чемпіонату Європи : 2012

### Індивідуальні
- Гандболістка року в Угорщині: 2018[5]
- Найкраща молода гандболістка року в Угорщині: 2009, 2010 роки;
- Лауреатка премії Junior Prima Award: 2010 рік;
- Найкраща центральна захисниця команди всіх зірок Ліги чемпіонів ЄГФ: 2015[6];
- Найкраща ліва вінгер команди всіх зірок Ліги чемпіонів ЄГФ: 2016[7].

## Особисте життя
В Аніко Ковачич є двоє молодших братів, Петер і Ференц, вони обидва професійні гандболісти.
Її чоловік Міклош Чірєніч — угорський дзюдоїст. Їхній син Марселл народився в липні 2022 року.